# Аджиумеров Асан Джелялович
Асан Джелялович Аджиумеров (Аджи-Умеров) — кримськотатарський педагог. Перший директор Кримського інституту спеціальних культур імені М. І. Калініна (1931—1933).

## Біографія
Народився в селі Біюк-Ламбад, у Криму (тоді Таврійська губернія). Після здобуття базової освіти у сільській школі був призначений головою Біюк-Ламбадського селівкому. Після цього був відправлений до Москви, де пройшов навчання в Комуністичному університеті трудящих Сходу імені І. В. Сталіна.
Після повернення до Криму був одним із засновників Кримського інституту спеціальних культур імені М. І. Калініна (Кримський агротехнологічний університет). З 1931 по 1933 був директором цього інституту. Окрім роботи у сільгоспінституті, він викладав історію та географію у Кримському педінституті ім. М. В. Фрунзе та Сімферопольській партійній школі.
У статті «Кримський інститут спецкультур та підготовка кадрів», опублікованій у січні 1932 року в партійному журналі «Більшовик ялу» («Більшовицький шлях»), Аджиумеров наголосив на принципах радянської національної політики в галузі вищої освіти. З прийнятих у 1931 році на навчання до Кримського сільгоспінституту 118 осіб 49 % становили кримські татари і 33 %, що залишилися, — представники нацменшин. Дослідник Наріман Абдульвапов у своїй статті про Кримський сільгоспінститут пише: «Попри вельми значне зменшення кількості кримськотатарських студентів у вузі наприкінці 1930-х рр., можна з упевненістю говорити про те, що в період 1931—1941 років Кримський сільгоспінститут був найбільшою кузнею кримськотатарських сільськогосподарських кадрів у Криму. За десять передвоєнних років у вузі здобули освіту сотні кримськотатарських юнаків і дівчат, які активно влилися в народне господарство республіки і віддано служили обраній професії протягом багатьох десятиліть. Говорячи про керівництво Кримського сільськогосподарського інституту, слід зазначити, що першими трьома директорами навчального закладу були кримські татари». Першим директором вузу був Асан Аджиумеров.
Попередні роки обіймав посаду голови Ялтинського райвиконкому, вносив свій внесок у розвиток Криму, будучи на цій посаді з 1937 по 1939 рік. Також працював директором Балаклавської школи та головою Біюк-Ламбадського тютюнового колгоспу.
У період Другої світової війни Асан Аджи-Умеров очолював батальйон, завданням якого була оборона Чонгарського перешийка. Після окупації Криму німецькими загарбниками продовжив опір у підпіллі, до його обов'язків входило збирання даних для партизанів, які ховалися в горах. Передача здобутої ним інформації відбувалася у його сімферопольській квартирі.
У період окупації німці забрали його сина від першого шлюбу Кіма, і відправили до концтабору, який знаходився на території Німеччини. А через якийсь час було викрадено його другу дружину Дорру Арнаутову, яку німці відвезли до Бельгії.
18 Травня 1944 року Асан Аджиумеров, попри всі заслуги та подвиги, разом із донькою Лейлою був депортований Російською Радянською владою з Криму до Узбекистану.
1972 року А. Дж. Аджиумеров був присутній на 40-річному ювілеї Кримського сільгоспінституту в м. Сімферополі.
Після повернення з депортації Асан Джеляловича із сім'єю радянська влада не пустила до Криму, тому вони оселилися на кордоні з Кримом у смт. Новоолексіївка (Херсонська обл.) Там вони купили невелику землянку та розпочали життя з початку. Його донька Лейла (Неля), яку депортували разом з ним до Узбекистану, там закінчила Ташкентський державний педагогічний університет імені Нізамі за спеціальністю вчитель молодших класів та після повернення в Україну почала працювати викладачам у Новоолексіївській школі. Його правнук Іслям Тохлу, ісламознавець та громадський діяч, здобув теологічну освіту у Стамбулі та очолював «Кримськотатарський культурний центр у Львові».